# Жрецтво
Жре́цтво (одн. жрець, жін. жри́ця) — суспільний стан чи каста священників(-ць) у язичницьких релігіях. Вони проводять релігійні ритуали жертвами. Найбільшого розвитку жрецтво досягло в Єгипті, Індії, Юдеї. Жриці зазвичай мали окремі культи від жерців (римські весталки, культ Артеміди, вікка).

## Первісне жрецтво
Жрецтво виникло ще за часів існування первісного суспільства — у неоліті або навіть у мезоліті — одночасно з появою первісних релігійних вірувань. Для «спілкування» з духами і душами померлих потрібні були особливі люди, які мали або певні надзвичайні здібності, або більше знань і досвіду. 
Слово «жрець» спочатку означало лише «той (та), хто приносить жертви». Жерці не лише здійснювали релігійні вправи, а й турбувалися про збереження знань про навколишній світ, допомагали порадами і лікували. Первісних жерців називали ще шаманами або чаклунами, адже для того, щоб привернути прихильність духів, вони виконували відомі лише їм рухи і вимовляли особливі звуки чи слова — «шаманили», «чаклували».

## Жрецтво стародавніх суспільств
З появою цивілізації жерці та жриці зосередили в свої руках велику владу, оскільки наділили себе монополією на встановлення зв'язків з потойбічним світом та підтримання стабільності земного світу шляхом проведення різних ритуальних дій.

### Щумерська цивілізація
У Шумері словом «Ен» іменувалися правителі, на думку інших — найбільш високопоставлені жерці. Хоча в більш пізній час так називали та представників вищих кіл шумерського суспільства, цей термін використовувався переважно щодо жерців.
У найдавнішу епоху ен, мабуть, складали верхівку жрецтва. Це були жерці, керуючі храмовим господарством, яке було одночасно і господарством міста. Згодом з цієї громадської групи виділилися князі-жерці, енсі.
У найдавніших письмових документах ми зустрічаємо також терміни «Санг», «суккаль» та ін, також позначали різні жрецькі посади. Щодо «Санг» існує припущення, що вже до початку III тисячоліття цю посаду могли займати жінки.
Чим ближче до II тисячоліття, тим більше намічається розшарування в середовищі шумерського жрецтва. У зв'язку з ускладненням культу відбувається поділ функцій і обов'язків жерців. Одні розпочинають займатися тільки жертвопринесеннями, інші — очисними обрядами, треті піклуються про статуї богів та вивчають різні чудеса, тлумачать сни і пр. Складний ритуал богослужінь і турбота про «будинок бога» вимагали відповідного храмового персоналу. Подібно тому як невидимий палац бога обслуговувався безліччю другорядних божеств, так храм, його земне віддзеркалення, повинен був розташовувати великим числом навчених служителів.

### Цивілізація мая
У мая сини наслідували батьків на посаді жреця, хоча інколи жрецями ставали другі сини правителів. Титул жреця, Ах-Кін (Ah K'in — «він від сонця»), вказує на зв'язок з календарем та астрономією, а їх обов'язки включали не тільки проведення ритуалів, але й освіту. Також вони проводили розрахунки календаря, астрономічних подій, завідували священними місцями, церемоніями і святами, надавали пророцтва, займалися лікуванням хворих, вчили письму та складали генеалогії важливих персон.

### Кельти
У кельтів жерцями були друїди. У галлів і германців також були жриці, яких називали друїдесами (ісп. druidesas).

### Стародавній Єгипет
У Стародавньому Єгипті була популярна астрономія, яка перетиналася з астрологією, але «астрологія» того часу була не «віщуванням», а аграрна і лікарська, яка вивчала вплив небесних тіл на самопочуття людей і природу. Астрологічні пророкування і гороскопи з'явилися в Єгипті лише в I столітті до н. е. Астрономами-спостерігачами були жерці Мер Уннут — 'розпорядники годин'. А тлумачення руху небесних світил проводили жерці Амі Уннут — 'тлумачі годин'. Їх діяльність була далека від сучасної астрології, жерцям потрібно було вибрати сприятливий час для посіву та збору врожаю, вони визначали точний час розливу Нілу. При складанні прогнозів використовувалося дані храмових бібліотек, в яких зберігалися докладні спостереження за астрономічними явищами минулих років. Жерці вищих санів удостоювалися титулу Ур — «високий, піднесений». Найвищим у Єгипті вважали верховного жерця Амона у Фівах.

### Стародавня Греція
В Стародавній Греції у полісах кожен громадянин міг приносити жертви, виконувати очищення, узливання та інші священні дії. Жерця, як правило, обирали на рік або на кілька років, часом призначали жеребкуванням. Деякі «посади» жерців діставались у спадщину на ціле життя (Евмольпіди в Елевсіні, Бранхіди в Дімах). Жерця, який керував Елевсінськими містеріями, називали ієрофант. В елліністичний період сан жерця можна було купити.
Жерцем міг бути лише повноправний громадянин, здоровий психічно й фізично. Жриці іноді мусили зберігати цноту (наприклад, жриці Артеміди в Орхомені). Деякі з них були обмежені в їжі (жриці Посейдона не мали їсти риби), іншим заборонялося заходити до лазні, до родинної господи тощо. Жерці не мали особливої платні за свою роботу, але брали частину м'яса жертовних тварин та подарунки віруючих. В античній Греції державним культом відали найвищі службові особи, а не жерці (в Афінах — архонти-басилеї). 

### Стародавній Рим
У Римі жрецтво організовувалося в колегії, обов'язком яких був громадський культ (родинним культом відав господар дому). Римське жрецтво відігравало більшу роль у житті суспільства, ніж грецьке. У Римі жерці були службовими особами, відали календарем, оберігали закони, вступали в міжнародні зносини, засідали в сенаті. Понтифіки, фламіни, весталки були високими колегіями жерців. Великий вплив на суспільне життя країни мали авгури; салії обслуговували релігійний культ Марса Квіріна; арвальські брати, луперки, жерці Фавна відали сільськогосподарським культом. Християнство перейняло чимало римських культів. У переносному значенні жрець — той, хто присвячує себе служінню чомусь: жрець Аполлона — митець, жрець Морфея — сплюх (жарт.), жрець Вакха — п'яниця тощо.

### Індія та Іран
В Індії найвищою варною є жерці, брагмани. У Ірані — маги. Існує версія, що три царі (також звані біблійними магами), які прийшли до новонародженого Ісуса, були саме магами, мобедами (зороастрійські жерці).

### Юдея
В Юдеї жерців називали когени і левіти. В християн жерця можуть називати священик, церковнослужитель, піп (походить від папа — отець), пастор, жрецтво взагалі — клір, духовенство. В ісламі керує богослужінням імам.

## Середньовіччя

### Слов'янське жрецтво (Київська Русь)

#### Волхви
Волхви — жрецтво слов'янського язичництва Київської Русі. Були передусім носіями релігійних знань, а також мудрецями, знахарями, лікарями. 
Вважалося, що волхви мали вплив на сили природи, вміли пророкувати майбутнє і лікувати людей та тварин. В писемних джерелах волхви часто фігурували як зѣлейники, тобто розумілися на лікарських рослинах, вони також були дитячими лікарями, вміли лікувати безпліддя, заразні хвороби, поранених тощо. Найдавніша згадка про волхвів належить до літописної статті 912 року, де міститься розповідь про провіщення близької смерті князю Олегу. Завдяки такому широкому спектру занять в перших писемних джерелах існувала плутанина понять волхв, лікар, балій, зілейник, ворожбит. Волхва могла згадати з такими епітетами як премудрый, хитрець, филозофъ.
Волхви очолювали опір князям проти запровадження християнства на Русі. Брали участь у Суздальському повстанні 1024 року, у Ростовському повстанні 1071 року, на чолі яких намагалися стати і використати для боротьби проти поширення християнства та багатої знаті. Відповідно, в джерелах ранньомодерної доби слово волхвъ стало позначати мудреця, віщуна, провісника — часто в негативній конотації.

## Японія
- Каннуші — жрець-шаман шінтоїстського святилища.
- Міко — жриця-шаманка шінтоїстського святилища.